# Kościół Objawienia w Saltsjöbaden
Kościół Objawienia w Saltsjöbaden (szw. Uppenbarelsekyrkan, Saltsjöbaden) – kościół parafialny Kościoła Szwecji (wyznania ewangelicko-luterańskiego) w parafii Saltsjöbaden (Saltsjöbadens församling) w diecezji Sztokholm (Stockholms stift).
Kościół Objawienia stanowi jedno z najwybitniejszych dzieł architektury secesyjnej w Szwecji.
Kościół Objawienia ma status zabytku sakralnego według rozdz. 4 Kulturminneslagen (pol. Prawo o pamiątkach kultury) ponieważ został wzniesiony do końca 1939 (3 §).

## Historia
Saltsjöbaden założył w 1893 dyrektor banku i finansista Knut Agaton Wallenberg. Po zbudowaniu miejscowości postanowiono wznieść kościół. Projekt świątyni sporządził architekt Ferdynand Boberg, a fundatorem był sam założyciel miejscowości. Ustanowił on zarazem fundację, której celem miało być utrzymanie kościoła. Po śmierci spoczął on w nim wraz z żoną Alice.
Kościół zbudowano w latach 1910–1913 a poświęcono 18 maja 1913. Zarazem 1 maja ustanowiono parafię w Saltsjöbaden.
Wykonanie dekoracji wnętrz powierzono Carlowi Millesowi i Olle Hjortzbergowi. Pomysłodawcą wezwania i ideologicznej koncepcji wystroju wnętrza był profesor teologii i przyszły arcybiskup Kościoła Szwecji Nathan Söderblom. Dziełem Boberga były ponadto szaty liturgiczne, sprzęt kościelny i detal kowalski.
W 1933 przebudowano kościelne organy (rozbudowano je w latach 60. XX w.).
W 1975 zainstalowano w kościele nowy system grzewczy a w 1978 oczyszczono i zakonserwowano malowidła ścienne i na sklepieniu.
W 1988 zakład organmistrzowski Walter Thür Orgelbyggen AB z Torshälli zbudował nowe organy, do których dołączył część piszczałek ze starych organów. Nowe organy mają 32 głosy. Prospekt organowy ozdobiły malowidła miejscowego artysty Gunvora Westeliusa.
W 1997 dokonano restauracji fasady a w 2000 restauracji mozaiki i grobowca Wallenbergów.
W 2005 położono kamienny chodnik przed portalem zachodnim.

## Architektura

### Wygląd zewnętrzny
Kościół jest położony na wyniosłym pagórku nad zachodnim brzegiem zatoki Neglingeviken. Dominuje on nad okoliczną zabudową willową w stylu secesyjnym. Stanowi jeden z najwybitniejszych przykładów szwedzkiej architektury secesyjnej; zawiera z domieszkę architektury bizantyjskiej. Główny akcent architektoniczny stanowi umieszczona bocznie (od strony południowej) wieża. Kościół jest budowlą orientowaną, jednonawową. Od zachodu korpus świątyni flankują dwie niskie wieże ze schodami w środku a od wschodu ośmioboczne zamknięte prezbiterium, przekryte łamanym dachem zwieńczonym latarnią. Od północy do kościoła przylega zakrystia. Mury kościelne są wykonane z ciemnoczerwonej cegły z Helsingborga, natomiast obiegający wokół świątynię cokół z ciosanego granitu. Dekoracja zewnętrzna jest oszczędna. Na zachodniej fasadzie widnieją płyty kamienne ze znakami zodiaku oraz symbolami i inskrypcjami religijnymi nad portalem. Wystrój rzeźbiarski jest dziełem Carla Milesa. Zespół rzeźb na wykonanym z brązu portalu zachodnim symbolizuje grzech, sąd, zbawienie i świętość.
Korpus świątyni nakryty jest dachem dwuspadowym przełamanym w pobliżu kalenicy. Wszystkie powierzchnie dachu pokryte są cegłą. Hełm wieży pokryty jest miedzią.

### Wystrój wnętrza

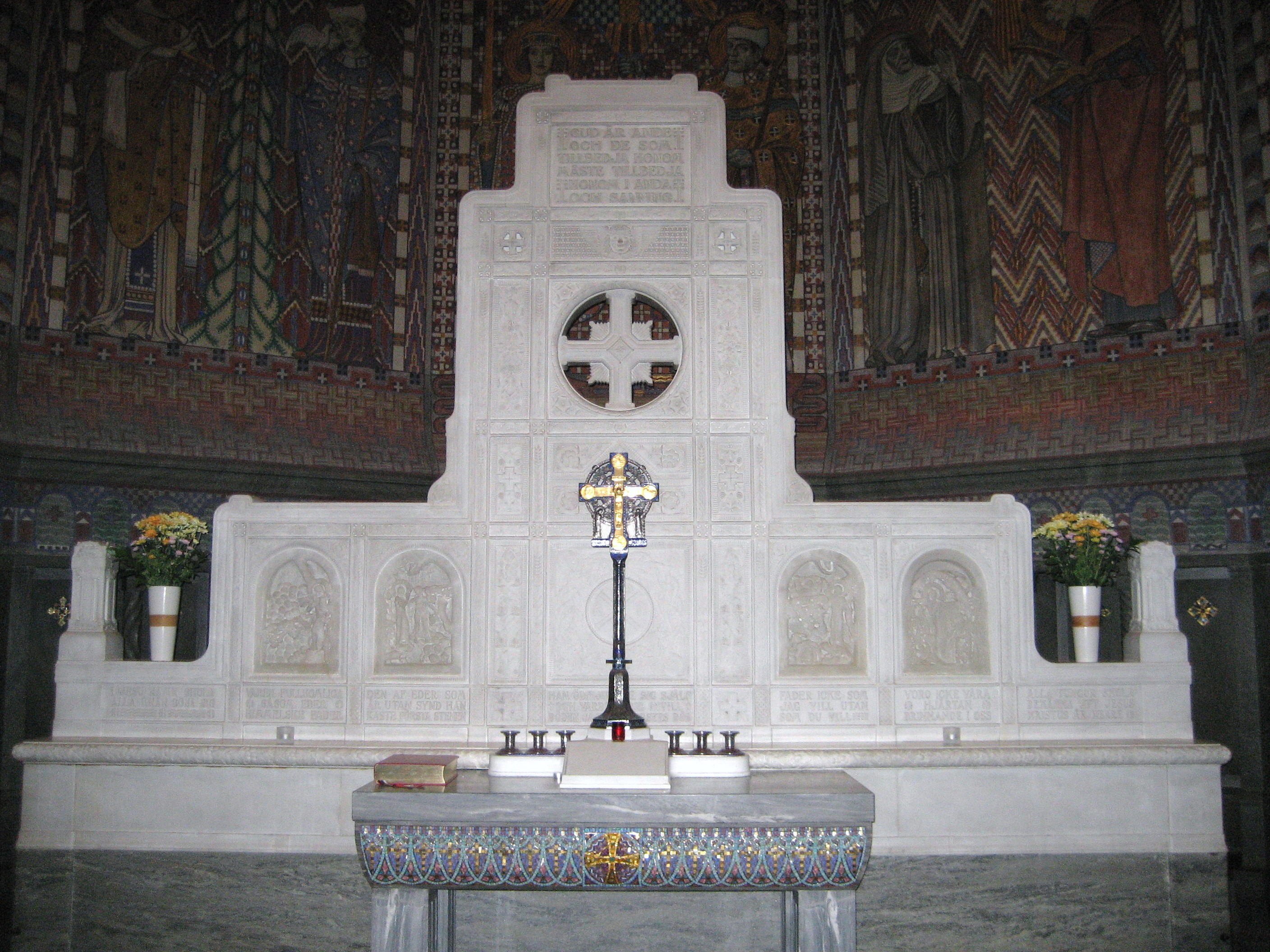
Ołtarz główny

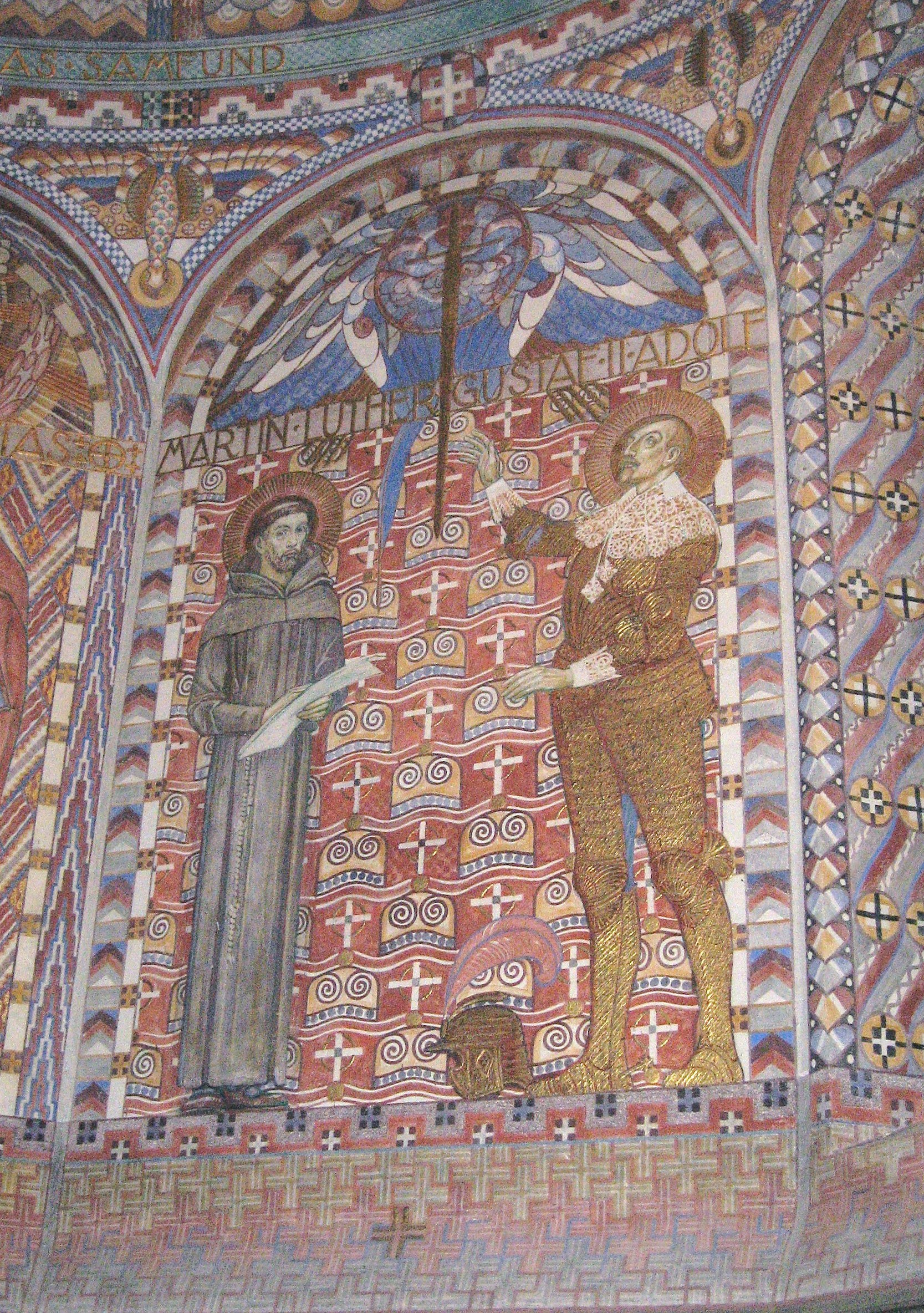
Marcin Luter i Gustaw II Adolf - malowidło Olle Hjortzberga

Jednonawowe wnętrze kościoła przekryte jest sklepieniem beczkowym i zamknięte ośmiobocznym prezbiterium. Na granicy nawy i prezbiterium znajduje się wysoki łuk tęczowy flankowany dwoma mniejszymi. Od strony zachodniej znajduje się empora organowa; oprócz niej jest druga empora organowa po stronie południowej, na pierwszym piętrze wieży ponad grobowcem Wallenbergów.
Posadzka jest wykonana z zielonego i czarnego marmuru, natomiast posadzka pomiędzy ławkami jest drewniana. Ściany kościoła są wyłożone ciemnym szwedzkim marmurem i wapieniem. W mrocznym wnętrzu zwraca uwagę jasny, wykonany z białego marmuru karraryjskiego ołtarz główny, dzieło Boberga. Reliefy, które wykonał Carl Milles, przedstawiają Kazanie na górze, Jezusa i jawnogrzesznicę oraz Jezusa w Getsemani i w Emaus. Za ołtarzem znajdują się nisze z ławkami oraz tron biskupi.
Wystrój wnętrz jest w stylu bizantyjskim, na wzór kopułowych kościołów Rawenny i Wenecji. Zarazem zawiera odniesienia do miejscowej sztuki gotyckiej, do której nawiązują figury św. Ansgara i Olausa Petri.
Wykonana w stylu wczesnochrześcijańskim ambona została wykuta z belgijskiego granitu i ozdobiona stylizowanymi na VI-wieczne manuskrypty inskrypcjami. Malowidła ścienne, również w stylu bizantyjskim, wykonał Olle Hjortzberg, ale ich motywy były dziełem Boberga i konsultantów: historyka sztuki Johnny’ego Roosvala i Nathana Söderbloma. Malowidła wokół rzeźb wykonał Filip Månsson.
Program ikonograficzny malarskiego wystroju wnętrza nawiązuje do teologii objawienia Söderbloma. Wśród postaci aniołów i świętych znalazły się podobizny Platona i Sokratesa, starotestamentowych proroków Abrahama, Mojżesza, Eliasza i Izajasza. Czas Nowego Testamentu reprezentuje objawienie się Boga–Człowieka: Chrystus jako krucyfiks triumfalny w otoczeniu aniołów.
Ciąg dalszy teologii objawienia znajduje się w prezbiterium – umieszczono tam podobizny św. Augustyna z matką Moniką, misjonarzy Ansgara i Botwida, św. Eryka, biskupa Henryka, św. Brygidy oraz Marcina Lutra i Gustawa II Adolfa.
Najbardziej oryginalne jak na ówczesne czasy jest ukształtowanie figur na zachodniej części sklepienia. Widnieją tam również postacie w świeckich strojach, przedstawiające donatora kościoła, Knuta Wallenberga, a także Ferdinanda Boberga, Olle Hjortzberga i Filipa Månssona. Ich styl nawiązuje do renesansowego malarstwa florenckiego z czasów Cosimo de’ Medici i Wawrzyniec Wspaniały.
Okna w kościele są półokrągłe, z kolorowego, dekorowanego szkła z domieszką ołowiu. Ławki kościelne oraz drzwi wewnętrzne zostały wykonane z ciemnego dębu i ozdobione inskrypcjami.
Łuk triumfalny wykonany został z drewna w stylu średniowiecznym. Cztery figury na belce krzyża są dziełem Milesa, pozostały wystrój – Boberga.
Umieszczona centralnie, przed ołtarzem chrzcielnicę wyrzeźbił z ciemnego granitu Miles, natomiast jej żelazna pokrywa jest dziełem Boberga.
Epitafia (również dzieło Boberga) na północnej ścianie kościoła przedstawiają szwedzkich twórców psalmów. Płaskorzeźby wyszły spod dłuta Milesa.
Organy, umieszczone nad grobowcem Wallenbergów mają 32 głosy. Ich dekoracja rzeźbiarska jest dziełem Gunvora Westeliusa.
W wieży kościelnej wiszą trzy dzwony odlane w ludwisarni K. G. Bergholtz. Noszą nazwy wzięte od imion trzech kobiet związanych z Wallenbergiem: duży dzwon – Wilhelmina (matka donatora), średni – Alice (jego żona) i mały – Nanny (córka). W przyziemiu wieży znajduje się grobowiec Knuta i Alice Wallenbergów. Jest on dość mroczny. Ściany są wyłożone mozaiką bizantyjską autorstwa weneckiego artysty Antonio Labusa, według modelu Brandtberga. Ich dziełem są również mozaiki wewnątrz kościoła.